# Lexy Produzioni
La Lexy Produzioni era una casa editrice di fumetti italiana, con sede a Terni.
Nata come studio di produzioni audiovisive, nel 2000 ha iniziato a pubblicare fumetti statunitensi e libri.
Tra i titoli pubblicati della casa editrice creata da Dario Maria Gulli e Daniel Rossi  ricordiamo i titoli della Crossgen Comics, della Dark Horse comics, della Image Comics, tra cui Savage Dragon e Sin City, oltre alle opere di John Bolton e alla serie cult indipendente Strangers in Paradise.
Tra i manga pubblicati ricordiamo Pollon, famoso in Italia per il cartone animato trasmesso dalle reti Mediaset durante gli anni ottanta.
La Lexy ha anche curato l'edizione italiana della rivista di critica fumettistica Comics journal, durata pochi numeri.
La casa editrice ternana ha cessato le pubblicazioni nel 2003 per problemi finanziari. Il suo catalogo è stato acquistato dalla Free Books.